# Doaa Ahmed Maher
Doaa Ahmed Maher (arab. دعاء أحمد ماهر; ur. 12 marca 1982) – egipska zapaśniczka walcząca w stylu wolnym. Zajęła dziewiąte miejsce na mistrzostwach świata w 2009. Srebrna medalistka igrzysk afrykańskich w 2003 i 2007. Ośmiokrotna medalistka mistrzostw Afryki w latach 2002 – 2010.